# Bitry (Nièvre)
Pour les articles homonymes, voir Bitry.
Bitry est une commune française, située dans le département de la Nièvre en région Bourgogne-Franche-Comté.

## Géographie
Ce joli petit village est situé dans l'ouest de la Nièvre à environ une heure de Nevers, la préfecture du département, et à environ un quart d'heure de Cosne-Cours-sur-Loire.

### Climat
Pour des articles plus généraux, voir Climat de la Bourgogne-Franche-Comté et Climat de la Nièvre.
En 2010, le climat de la commune est de type climat océanique dégradé des plaines du Centre et du Nord, selon une étude du Centre national de la recherche scientifique s'appuyant sur une série de données couvrant la période 1971-2000. En 2020, Météo-France publie une typologie des climats de la France métropolitaine dans laquelle la commune est exposée à un climat océanique altéré et est dans la région climatique  Centre et contreforts nord du Massif Central, caractérisée par un air sec en été et un bon ensoleillement. 
Pour la période 1971-2000, la température annuelle moyenne est de 10,4 °C, avec une amplitude thermique annuelle de 16 °C. Le cumul annuel moyen de précipitations est de 840 mm, avec 12,5 jours de précipitations en janvier et 7,6 jours en juillet. Pour la période 1991-2020, la température moyenne annuelle observée sur la station météorologique de Météo-France la plus proche, « Moutiers_sapc », sur la commune de Moutiers-en-Puisaye à 15 km à vol d'oiseau, est de 11,0 °C et le cumul annuel moyen de précipitations est de 870,3 mm. 
La température maximale relevée sur cette station est de 41,3 °C, atteinte le 25 juillet 2019 ; la température minimale est de −20,2 °C, atteinte le 6 janvier 1971,,. 
Les paramètres climatiques de la commune ont été estimés pour le milieu du siècle (2041-2070) selon différents scénarios d'émission de gaz à effet de serre à partir des nouvelles projections climatiques de référence DRIAS-2020. Ils sont consultables sur un site dédié publié par Météo-France en novembre 2022.

## Urbanisme

### Typologie
Au 1er janvier 2024, Bitry est catégorisée commune rurale à habitat très dispersé, selon la nouvelle grille communale de densité à sept niveaux définie par l'Insee en 2022.
Elle est située hors unité urbaine. Par ailleurs la commune fait partie de l'aire d'attraction de Cosne-Cours-sur-Loire, dont elle est une commune de la couronne,. Cette aire, qui regroupe 30 communes, est catégorisée dans les aires de moins de 50 000 habitants,.

### Occupation des sols
L'occupation des sols de la commune, telle qu'elle ressort de la base de données européenne d’occupation biophysique des sols Corine Land Cover (CLC), est marquée par l'importance des territoires agricoles (85,3 % en 2018), une proportion identique à celle de 1990 (85,3 %). La répartition détaillée en 2018 est la suivante : terres arables (57,5 %), prairies (22,2 %), forêts (13,3 %), zones agricoles hétérogènes (5,6 %), zones urbanisées (1,4 %). L'évolution de l’occupation des sols de la commune et de ses infrastructures peut être observée sur les différentes représentations cartographiques du territoire : la carte de Cassini (XVIIIe siècle), la carte d'état-major (1820-1866) et les cartes ou photos aériennes de l'IGN pour la période actuelle (1950 à aujourd'hui).

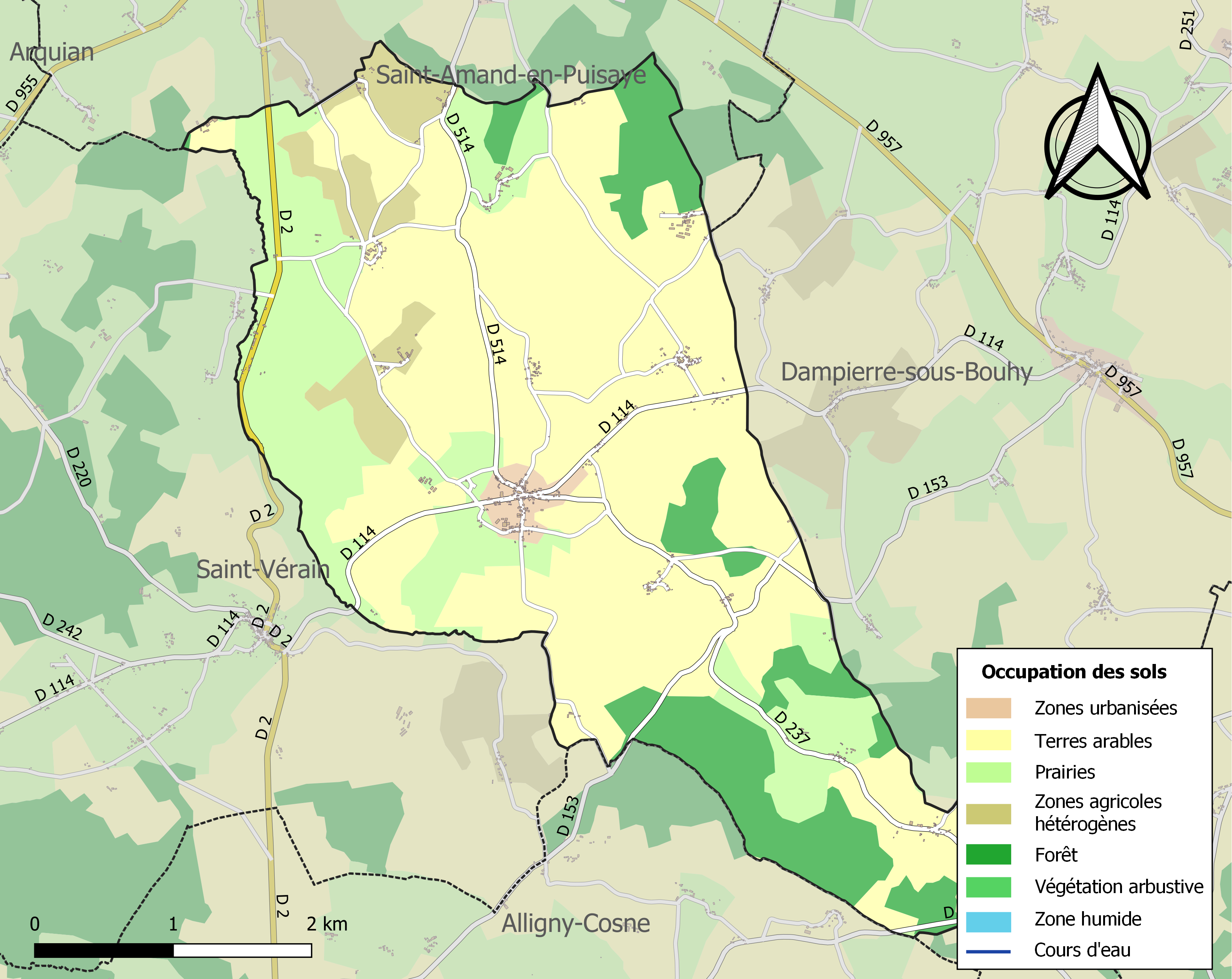
Carte des infrastructures et de l'occupation des sols de la commune en 2018 (CLC).

## Toponymie
On relève les formes suivantes du nom de la commune : Vitriacus (vers 600; aussi en 823/828 sous la forme de Vitriaco dans le Polyptyque d'Irminon), Bitriacum (1157), Ecclesia de Betriaco (1207-1220), Bitreyum (1402), Bitri-les-Mallons (Cassini) et Bitry-les-Mallons (1844),.
Le nom de la commune viendrait du nom d'homme gallo-romain Bettirius et du suffixe -acum.

## Histoire
En 596 le règlement de saint Aunaire, 18e évêque d'Auxerre (572-605), inclut Bitry dans les trente principales paroisses du diocèse.

## Politique et administration
| Période                                  | Période   | Identité             | Étiquette | Qualité           |
| ---------------------------------------- | --------- | -------------------- | --------- | ----------------- |
| mars 2001                                | mars 2008 | Michel Simonet       |           |                   |
| mars 2008                                |           | Jean-Claude Fournier |           | Agent d'assurance |
| Les données manquantes sont à compléter. |           |                      |           |                   |

## Démographie
L'évolution du nombre d'habitants est connue à travers les recensements de la population effectués dans la commune depuis 1793. Pour les communes de moins de 10 000 habitants, une enquête de recensement portant sur toute la population est réalisée tous les cinq ans, les populations de référence des années intermédiaires étant quant à elles estimées par interpolation ou extrapolation. Pour la commune, le premier recensement exhaustif entrant dans le cadre du nouveau dispositif a été réalisé en 2006.

En 2022, la commune comptait 311 habitants, en évolution de +1,3 % par rapport à 2016 (Nièvre : −3,28 %, France hors Mayotte : +2,11 %).
| 1793 | 1800 | 1806 | 1821 | 1831 | 1836 | 1841 | 1846 | 1851 |
| ---- | ---- | ---- | ---- | ---- | ---- | ---- | ---- | ---- |
| 615  | 594  | 685  | 612  | 674  | 674  | 659  | 685  | 704  |

| 1856 | 1861 | 1866 | 1872 | 1876 | 1881 | 1886 | 1891 | 1896 |
| ---- | ---- | ---- | ---- | ---- | ---- | ---- | ---- | ---- |
| 783  | 783  | 880  | 831  | 870  | 846  | 846  | 860  | 819  |

| 1901 | 1906 | 1911 | 1921 | 1926 | 1931 | 1936 | 1946 | 1954 |
| ---- | ---- | ---- | ---- | ---- | ---- | ---- | ---- | ---- |
| 779  | 744  | 719  | 645  | 570  | 530  | 510  | 464  | 444  |

| 1962 | 1968 | 1975 | 1982 | 1990 | 1999 | 2006 | 2011 | 2016 |
| ---- | ---- | ---- | ---- | ---- | ---- | ---- | ---- | ---- |
| 484  | 425  | 392  | 335  | 305  | 312  | 319  | 325  | 307  |

| 2021 | 2022 | - | - | - | - | - | - | - |
| ---- | ---- | - | - | - | - | - | - | - |
| 306  | 311  | - | - | - | - | - | - | - |

## Lieux et monuments
- Église paroissiale Sainte-Foy du XVIe siècle.
- Chapelle Saint-Marc, construite sur un tumulus.
- Château de la Maison-Fort[21],[22].

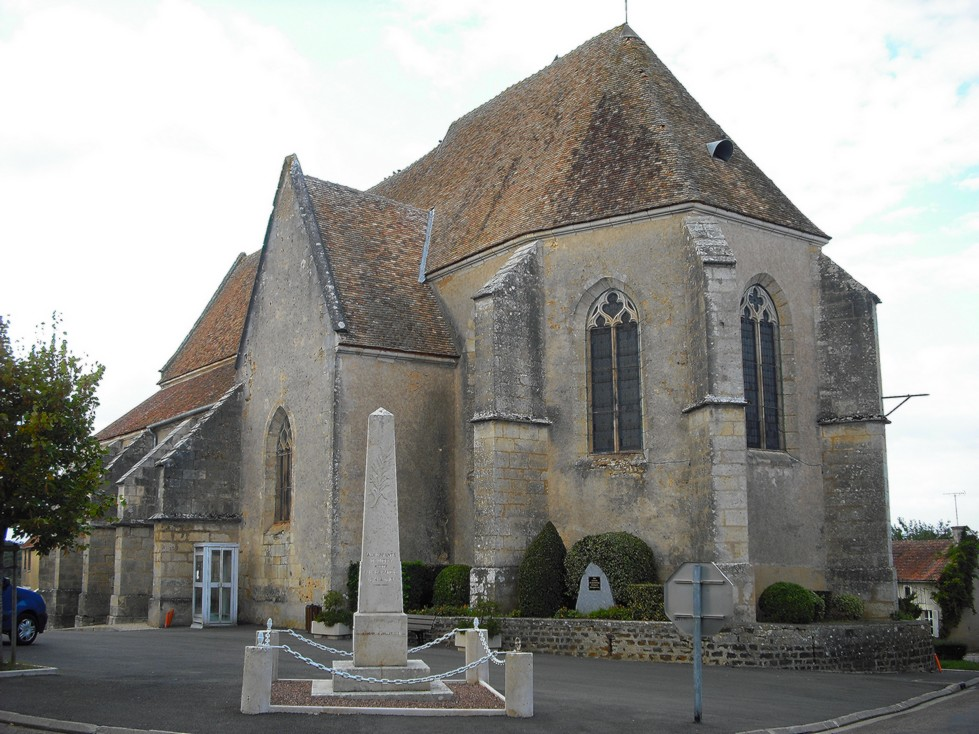
Église Sainte-Foy.
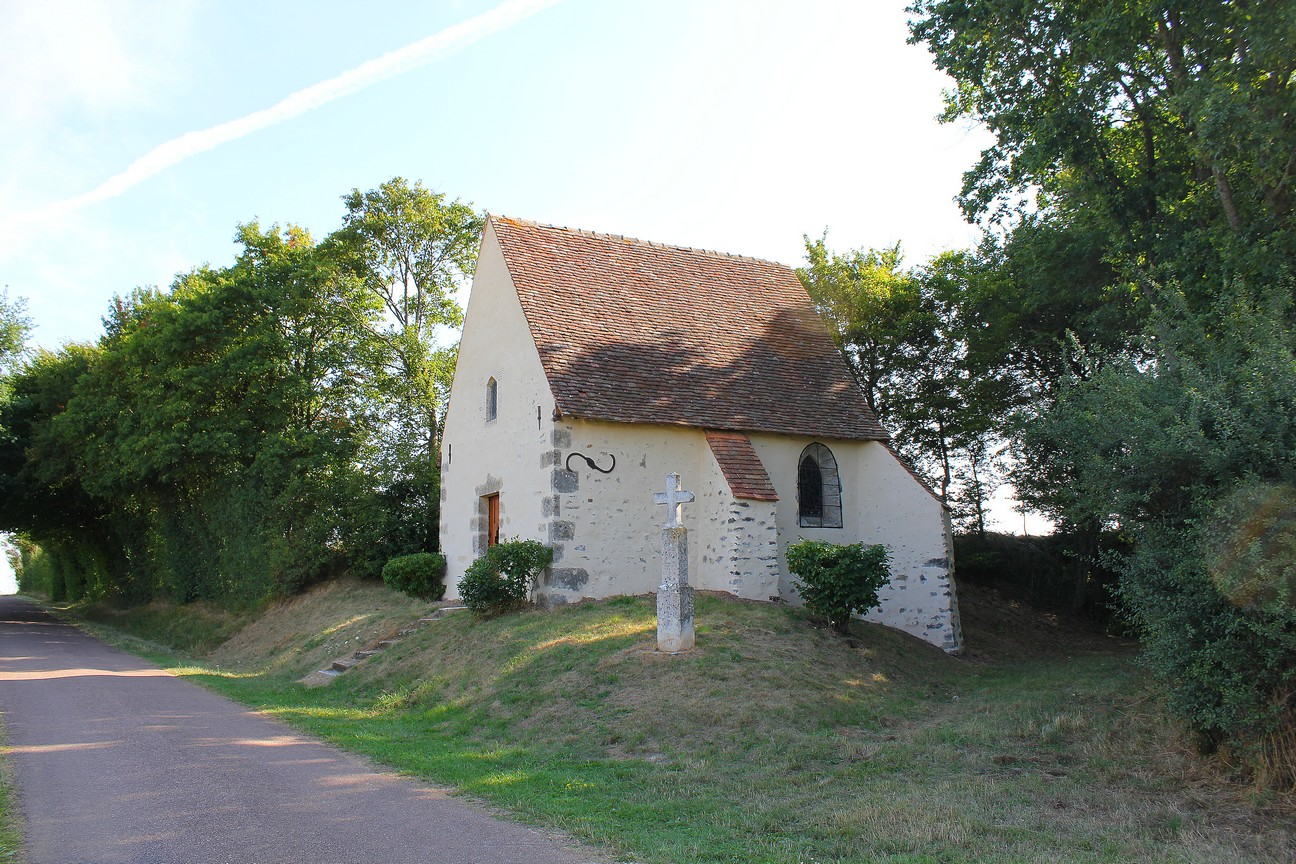
Chapelle Saint-Marc.
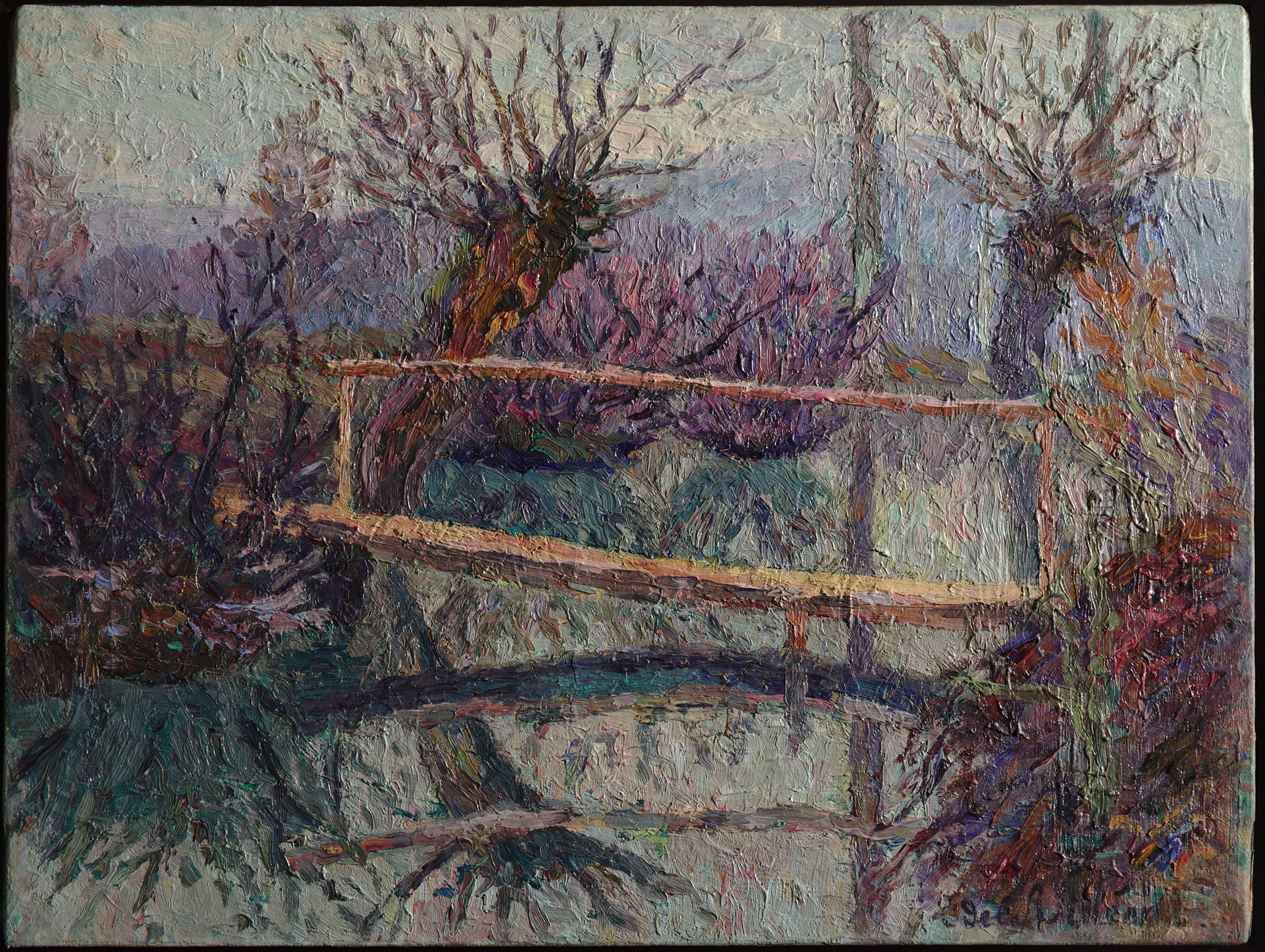
La passerelle de la Cannerie par Emmanuel de La Villéon (vers 1901).

## Personnalités liées à la commune
- Alexandre Dubois-Descours, marquis de La Maisonfort, officier de marine, est décédé à Alligny-Cosne en 1754 ;
- Antoine François Philippe Dubois-Descours de la Maisonfort, général et écrivain français, petit-fils du précédent, est né au château de Bitry en 1763 ;
- Emmanuel de La Villéon, peintre français, a vécu au hameau de Salvard de 1890 à 1936[23] ; une voie de la commune porte son nom[24].